# Biórków Mały
Biórków Mały (prononciation : [ˈbjurkuf ˈmawɨ]) est une localité polonaise de la gmina de Koniusza, située dans le powiat de Proszowice en voïvodie de Petite-Pologne.